# Dexamenos (König von Olenos)
Dexamenos (altgriechisch Δεξαμενός Dexamenós, deutsch ‚der Gastliche‘) ist eine Gestalt der griechischen Mythologie.
Die meisten Erzählungen stimmen insofern überein, als es bei der Verheiratung seiner Tochter Probleme mit einem Kentauren gab, welche Herakles schlagkräftig löste.
So soll der arkadische Fürst Azan mit Dexamenos’ Tochter Hippolyte vermählt gewesen sein. Bei der Hochzeit wurde der eifersüchtige Kentaur Eurytion zudringlich, aber von Herakles rechtzeitig getötet. In einer anderen Variante heißt die Tochter Mnesimache. Eurytion will Dexamenos zwingen, ihm das Mädchen zur Frau zu geben. Herakles, eben von der Säuberung der Augiasställe kommend, schreitet nachhaltig ein. Laut einer dritten Version ist Deianeira die Tochter: Herakles hatte ihr die Heirat versprochen, in seiner Abwesenheit bedrängt der Kentaur den König, doch der Held kehrt rechtzeitig zurück.
Deianeira wird allerdings meist als Tochter des kalydonischen Königs Oineus genannt. Der Grund für all die Varianten ist, wie so oft, eine Verschiebung und Verschmelzung lokaler Mythen. Es gab nämlich sowohl in Aitolien (wo Kalydon lag) als auch in Achaia (auf der Peloponnes) jeweils eine Stadt namens Olenos. In Folge wurden die Genealogien der Könige Dexamenos und Oineus teilweise vermengt.
Zu guter Letzt wird noch berichtet, dass Dexamenos zwei Töchter hatte, und zwar Theronike und Theraiphone, die den Aktorionen Kteatos und Eurytos anvermählt wurden. Sein Sohn Eurypylos wiederum soll mit Herakles gegen Troja gezogen sein.